# 重庆市第一中级人民法院
重庆市第一中级人民法院是中华人民共和国重庆市的一所中级人民法院，办公地址位于重庆市渝北区龙塔街道紫薇支路36号。

## 沿革
1949年11月30日，中国人民解放军占领重庆，12月3日成立中国人民解放军重庆市军事管制委员会，下设七个接管委员会，宋学武任政务接管委员会副主任兼司法部长。同年12月10日，宋学武率军事代表颜本善等四人来到司法机关宣布接管命令，对中华民国司法院、最高法院检察署、行政法院、司法行政部、最高法院重庆分庭、四川高等法院重庆分院、重庆地方法院、重庆监狱、重庆地方法院看守所、江北地方法院10个单位进行接管，除了离职者以外，接收旧司法人员1,069人，档案374,051宗，还有大批物资、枪弹、车辆、囚犯囚粮等等。
1950年1月13日，西南军政委员会主席刘伯承任命宋学武为重庆市人民法院院长，1月16日重庆市人民法院正式成立，对外受理刑事及民事案件。
1950年7月，中央决定重庆市为直辖市，重庆市人民法院属省级人民法院，院长依照规定由政务院任命，中层干部由西南军政委员会任命。1951年1月12日，政务院第76次会议通过，政务院总理周恩来正式任命宋学武为重庆市人民法院院长。1951年9月，重庆市各界人民代表大会选举宋学武为重庆市人民政府委员，9月13日中央人民政府第12次会议通过，主席毛泽东任命宋学武为重庆市人民政府委员。1953年4月17日政务院第175次会议通过，总理周恩来任命宋学武为重庆市人民政府政治法律委员会副主任。1953年6月25日政务院181次会议通过，总理周恩来任命李治平为重庆市人民法院副院长。1954年5月5日政务院第212次会议通过，周总理任命兰健（女）为重庆市人民法院副院长。
1952年9月，依照中央指示，开展司法改革运动，重庆市法院干部367人集合到重庆市人民法院，宋学武院长作清除旧法观点和旧司法作风动员报告，并在广播电台发表讲话。
1954年7月，西南大行政区撤销，重庆市并入四川省，成为省辖市，四川省重庆市中级人民法院成立。1983年，因永川地区并入重庆市，原四川省永川地区中级人民法院并入四川省重庆市中级人民法院。
1978年，该院在中华人民共和国率先创建经济审判庭。1987年，受重庆市人民代表大会委托，该院起草中华人民共和国第一个《行政诉讼暂行办法》。
1997年，重庆市重新升为直辖市，四川省重庆市中级人民法院于1997年9月更名为重庆市第一中级人民法院。2006年，重庆市第一中级人民法院分设为重庆市第一中级人民法院、重庆市第五中级人民法院。
2008年，该院审判办公综合大楼建成并投入使用。

## 机构设置

### 审判机构
- 立案庭
- 刑事审判第一庭
- 刑事审判第二庭
- 民事审判第一庭
- 民事审判第二庭
- 民事审判第三庭
- 民事审判第四庭
- 行政审判庭
- 审判监督庭
- 执行庭
- 研究室[3]

### 其他机构
- 办公室
- 干部处
- 宣教处
- 老干处
- 司法警察支队
- 司法行政装备管理处
- 监察室
- 机关党委[3]

## 历任领导
| 院长 副院长 | 党组书记 |

## 知名案例

### 四川省重庆市中级人民法院时期
- 重庆针织总厂破产案（中华人民共和国第一件国有大中型企业破产案）

### 重庆市第一中级人民法院时期
- 綦江虹桥系列案（中国中央电视台现场直播）
- 张君系列抢劫杀人案
- 重庆市人大常委会原副主任秦昌典玩忽职守案
- 甘肃省政协原副主席朱作勇受贿案
- 广东省公安厅原厅长陈绍基受贿案
- 重庆贝尔高林建筑景观设计有限公司侵犯贝尔高林国际（香港）有限公司商标权案
- 原贵州省副省长王晓光受贿、贪污、内幕交易案
- 原云南省副省长张祖林受贿案

## 对应基层人民法院
- 重庆市沙坪坝区人民法院
- 重庆市江北区人民法院
- 重庆市北碚区人民法院
- 重庆市渝北区人民法院
- 重庆市双桥区人民法院
- 重庆市合川区人民法院
- 重庆市璧山区人民法院
- 重庆市长寿区人民法院
- 重庆市铜梁区人民法院
- 重庆市大足区人民法院
- 重庆市潼南区人民法院